# Eiszeit
Pour plus de détails, voir Fiche technique et Distribution.
Eiszeit est un film allemand réalisé par Peter Zadek, sorti en 1975.

## Synopsis
Un vieil homme fait des rencontres et se remémore son enfance.

## Fiche technique
- Titre : Eiszeit
- Réalisation : Peter Zadek
- Scénario : Peter Zadek et Tankred Dorst d'après sa pièce de théâtre et d'après le journal Paa giengrodde Stier de Knut Hamsun
- Musique : Peer Raben
- Photographie : Gérard Vandenberg
- Montage : Bettina Lewertoff
- Société de production : Norsk Film et Polyphon Film-und Fernsehgesellschaft
- Pays de production :  Allemagne de l'Ouest et  Norvège
- Genre : Drame
- Durée : 115 minutes
- Date de sortie : 
  - Allemagne de l'Ouest : 15 août 1975

## Distribution
- O. E. Hasse : le vieil homme
- Hannelore Hoger : Vera
- Walter Schmidinger : Paul
- Ulrich Wildgruber : Oswald Kronen
- Elisabeth Stepanek : Sonja
- Helmut Qualtinger : Fitler / le vieil officier
- Rosel Zech : Wanda
- Heinz Bennent : le pasteur Holm
- Hans Hirschmüller : Reich
- Hermann Lause : le directeur de la caisse d'épargne

## Distinctions
Le film a été présenté en sélection officielle en compétition lors de Berlinale 1975.